# Štrbac
Štrbac (cyr. Штрбац) – wieś w Serbii, w okręgu zajeczarskim, w gminie Knjaževac. W 2011 roku liczyła 153 mieszkańców.